# Peperomia loxensis
Peperomia loxensis är en pepparväxtart som beskrevs av Carl Sigismund Kunth. Peperomia loxensis ingår i släktet peperomior, och familjen pepparväxter. Inga underarter finns listade i Catalogue of Life.